# Zarak Jahan Khan
Pour les articles homonymes, voir Jahan et Khan (homonymie).
Zarak Jahan Khan, né le 1er février 1967 à Quetta, est un joueur professionnel de squash représentant le Pakistan. Il atteint en mars 1994 la 8e place mondiale sur le circuit international, son meilleur classement. Il est champion d'Asie en 1994 et 1998 et remporte la médaille d'or aux Jeux asiatiques de 1998.
Au cours de sa carrière de joueur, il reçoit une suspension de 12 mois après avoir commis un vol lors un tournoi avec son compatriote Mir Zaman Gul.
Ses frères Hiddy Jahan et Zubair Jahan Khan sont également joueurs professionnels de squash sur le circuit international.
Il entraîne son fils Shahjahan Khan, joueur professionnel sur le circuit international.

## Palmarès

### Titres
- Championnats d'Asie : 2 titres (1994, 1998)
- Championnats du monde par équipes : 1993

### Finales
- Open de Hongrie : 1996